# 安養寺町 (太田市)
安養寺町（あんようじちょう）は、群馬県太田市にある地名（町丁）。郵便番号は370-0422。

## 概要
尾島地区にある町丁。

## 地理

### 近隣町丁
- 粕川町
- 出塚町
- 大舘町
- 亀岡町

## 世帯数と人口
2022年（令和4年）3月31日現在の世帯数と人口は以下の通りである。
| 町丁     | 世帯数  | 人口  |
| -------- | ------- | ----- |
| 安養寺町 | 230世帯 | 539人 |

## 交通

### 鉄道
町内に鉄道は通っていない。

### 道路
中央を国道17号が通っている。

## 施設
- 明王院 - 真言宗豊山派の寺院